# Проспект Назарбаева (Уральск)
Проспект Нурсултана Назарбаева (каз. Нұрсұлтан Назарбаев даңғылы) — проспект в городе Уральск, старейшая улица города.

## Названия
- с начала 1800-х — Большая Михайловская улица
- в 1919—1953 годах — улица Советская,
- в 1953—1956 годах — улица Сталина,
- в 1956—1960 годах — улица Ленина,
- в 1960—2001 годах — проспект Ленина,
- в 2001—2019 годах — проспект Достык
- с 20 марта 2019 года — проспект Назарбаева.[1]

## История
Проспект Нурсултана Назарбаева — главная магистраль города Уральска, старейшая улица, вдоль которой формировалась городская застройка с момента основания города. До начала XIX века главная улица Яицкого городка не имела названия и тянулась от реки Яик до современной Пугачёвской площади, где начинался городской вал. Затем граница города переносилась: сначала до современной улицы Некрасова, затем — до современной улицы Никиты Савичева (Коммунистической), в начале XIX века — до современной площади Абая, соответственно, получала продолжение и главная улица. После большого пожара 1821 года, когда выгорело большинство из деревянных домов города, началась каменная застройка улицы, получившей название Большой Михайловской, по имени главного собора города. Архитектором застройки выступил войсковой фортификатор и архитектор итальянец Микеле Дельмедино. В настоящий момент эта историческая застройка из двухэтажных кирпичных домов и городских усадеб с характерными для того времени арками ворот входит в охраняемый государством исторический градостроительный комплекс — часть старого Уральска от центра города до площади Е. Пугачева.